# فارینلی (فیلم)
فارینلی (انگلیسی: Farinelli) فیلمی است که در سال ۱۹۹۴ منتشر شد. از بازیگران آن می‌توان به جروئن کرابا و کارولین سلیه اشاره کرد.